# Трансвестизм двойной роли
Трансвести́зм двойно́й ро́ли — бывший психиатрический диагноз, описывающий явление, при котором человек в повседневной жизни постоянно носит одежду, которую общественные нормы и условности его окружения предписывают противоположному полу. В отличие от фетишистского трансвестизма, трансвестизм двойной роли не связан с сексуальным возбуждением от ношения одежды противоположного пола.
Встречается у лиц обоих полов, как в подростковом, так и в зрелом возрасте.
Диагноз имелся в Международной классификации болезней 10-й версии, но был исключен из 11-й ввиду отсутствия значимости для общественного здоровья и клинической практики.

## Формирование трансвестизма
Как правило, склонность к переодеваниям формируется в детском и подростковом возрасте. Сексолог Г. Б. Дерягин указывает, что на её становление могут влиять действия родителей, которые побуждают ребёнка носить одежду другого пола под влиянием желания иметь детей этого пола или ради развлечения. Он также утверждает, что если у самих родителей имеются трансвеститские наклонности, ребёнок может копировать их поведение.
Склонность к трансвестизму, заложенная в детском возрасте, обычно имеет характер стойкой привычки.
Исследования сексолога Г. Б. Дерягина также показывают, что существует корреляция между наличием у гетеросексуального мужчины склонности к трансвестизму и мазохизму, особенно к самосвязыванию.

## Личностная характеристика трансвеститов
В социальном плане трансвеститы характеризуются довольно благополучно. Очень многие из них имеют семью, при этом члены семьи могут быть в курсе этих наклонностей. Среди трансвеститов намного меньше алкоголиков, чем среди лиц, имеющих другие сексуальные отклонения, а проблемы в межличностных отношениях возникают лишь в случаях, когда трансвестит негативно относится к своим потребностям или при конфликтах на сексистской почве с агрессивно настроенными индивидами.

## Трансвестизм и спорт
Описано несколько случаев, когда мужчины участвовали в спортивных состязаниях, выдавая себя за женщин. Например, в 1936 году на Олимпиаде в Берлине золотую медаль за прыжки в высоту среди женщин получил спортсмен-трансвестит Дора Ратьен. Позже, в 1938 году, он установил несколько мировых рекордов, однако был случайно разоблачён. В 2005 году в Зимбабве был осуждён к лишению свободы на 4 года Самукелисо Ситоле, который в 2004 году завоевал на соревнованиях по легкой атлетике семь золотых медалей, соревнуясь с женщинами.
В обоих описанных случаях имели место аномалии строения половых органов, однако в целом половое развитие этих людей соответствовало мужскому типу.

## Депатологизация
Трансвестизм двойной роли был рекомендован для удаления из Международной классификации болезней ВОЗ в связи с отсутствием клинической значимости данной диагностической единицы. В МКБ-11  трансвестизм депатологизирован и исключён из классификации психических расстройств. Обновлённая версия медицинского классификатора вступила в силу 1 января 2022 года.